# Zaprionus flavofasciatus
Zaprionus flavofasciatus är en tvåvingeart som först beskrevs av Takada, Beppu och Masanori Joseph Toda 1979.  Zaprionus flavofasciatus ingår i släktet Zaprionus och familjen daggflugor. Inga underarter finns listade i Catalogue of Life.